# NGC 2049
NGC 2049 é uma galáxia espiral (Sa) localizada na direcção da constelação de Columba. Possui uma declinação de -30° 04' 41" e uma ascensão recta de 5 horas, 43 minutos e 15,1 segundos.
A galáxia NGC 2049 foi descoberta em 28 de Janeiro de 1835 por John Herschel.